# Ivan Tabanov
Ivan Tabanov (7 augustus 1966) is een voormalig profvoetballer uit Moldavië, die zijn actieve loopbaan in 2001 beëindigde bij FC Constructorul uit Chisinau. Hij speelde als verdediger. Tabanov stapte later het trainersvak in en was als laatst trainer van FC Daugava.

## Interlandcarrière
Tabanov speelde in de periode 1998-1999 in totaal vier keer voor het Moldavisch voetbalelftal en scoorde eenmaal voor de nationale ploeg. Hij maakte als invaller zijn debuut op zaterdag 6 juni 1998 in de vriendschappelijke interland tegen Roemenië en bekroonde zijn debuut met een doelpunt in de 88ste minuut. Daarmee redde hij de eer van zijn vaderland, want Roemenië leidde op dat moment al met 5-0. Tabanov viel in dat duel na 77 minuten in voor Vladimir Gaidamașciuc.